# José Uriel Delgado
José Uriel de los Ángeles Delgado Corrales (San Antonio; 10 de marzo de 1900-Piedades; 27 de mayo de 2021), conocido como Chepito, fue un supercentenario costarricense, conocido por ser la persona documentada más longeva de la historia de Costa Rica, al alcanzar la edad de 121 años, 2 meses y 18 días (en total 44 724 días de vida).

## Biografía
No se sabe mucho de sus primeros años de vida, salvo que nació a las diez de la noche del 10 de marzo de 1900 y dos días después fue bautizado en la Iglesia de San Miguel Arcángel de Escazú. En el año 1995 las hermanas del Hogar de Ancianos de Piedades de Santa Ana donde residía lo llevaron al Tribunal Supremo de Elecciones (TSE) para renovar su cédula de identidad, y Chepito recordó ante los funcionarios del Registro Civil el nombre de sus padres, Jesús Delgado y Gabrila Corrales, y también el de sus hermanos y su lugar de nacimiento, aunque no ahondó en detalles.
Delgado nunca se casó ni tuvo hijos oficialmente registrados. En vida relató que era escazuceño de nacimiento, que se desempeñaba como jornalero y que vivió algunos años en San Ignacio de Acosta. Fue hasta que alcanzó la condición de adulto mayor que llegó a vivir a Santa Ana. Afirmó ser un católico devoto y gustaba de mantenerse activo con terapia física, ejercicios, juegos y baile.
Las hermanas del hogar de larga estancia donde estaba institucionalizado intentaron por años realizar los trámites necesarios para registrarlo ante las autoridades del Libro Guinness de los récords, sin embargo, aunque realizaron el proceso en un tiempo expedito no alcanzaron a conseguir la documentación sobre su vida para oficializarlo como la persona viva más longeva del mundo.
José acaparaba titulares de la prensa nacional en cada cumpleaños y era una de las personas con mayor atención atraída por la prensa en cada proceso electoral, participando por última vez en los comicios generales del 2018. En esa ocasión Chepito no expresó afinidad partidaria alguna, sin embargo, en procesos anteriores afirmó haber votado por el Partido Liberación Nacional. También volvió a ser noticia al convertirse en el costarricense de mayor edad en completar su esquema de vacunación contra la COVID-19.
Chepito falleció en el Hogar de Ancianos de Piedades de Santa Ana, su casa durante más de veintisiete años, a las 8:30 pm del 27 de mayo de 2021 y tras más de un mes de complicaciones de salud.